# Мартыновка (Пулинский район)
Марты́новка (укр. Мартинівка) — село на Украине, находится в Житомирском районе Житомирской области.
Код КОАТУУ — 1825483001. Население по переписи 2001 года составляет 574 человека. Почтовый индекс — 12041. Телефонный код — 4131. Занимает площадь 2,7 км².

## Адрес местного совета
12041, Житомирская область, Житомирский р-н, с. Мартыновка, ул. Карла Маркса, 3